# Ketti Frings
Ketti Frings właściwe Katherine Hartley, pseudonim Anita Kilgore (ur. 28 lutego 1909 w Columbus w stanie Ohio, zm. 11 lutego 1981 w Los Angeles) – amerykańska dramatopisarka, laureatka Nagrody Pulitzera. 
W 1938 wyszła za mąż za byłego boksera wagi lekkiej Kurta Fringsa. Miała dwoje dzieci, syna Petera i córkę Kathie. Po latach rozwiodła się z mężem. Zmarła na raka w wielu 61 lat. Debiutowała na Broadwayu w 1942 sztuką Mr. Sycamore. W 1958 otrzymała Nagrodę Pulitzera w dziedzinie dramatu za sztukę Look Homeward, Angel, będącą adaptacją powieści Thomasa Wolfe’a pod tym samym tytułem.